# Zygmunt Klukowski

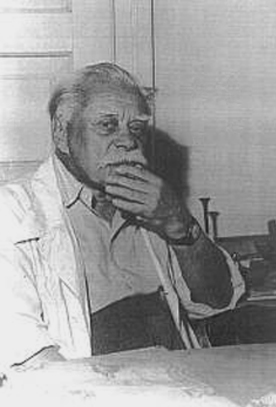
Zygmunt Klukowski (ohne Jahr)

Zygmunt Klukowski (geboren 23. Januar 1885 in Odessa, Russisches Kaiserreich; gestorben 23. November 1959 in Szczebrzeszyn) war ein polnischer Arzt und Autor historischer Schriften über die Zeit der deutschen Besetzung Polens im Zweiten Weltkrieg.

## Leben
Zygmunt Klukowski arbeitete als Arzt in Szczebrzeszyn und leitete dort das Krankenhaus. In der Region Zamość war er Herausgeber der regionalgeschichtlichen Zeitschriften Teka Zamojska und Kwartalnik Regionalny und verfasste eine Anzahl historischer Aufsätze zu Themen der polnischen Geschichte und zur Regionalgeschichte. Während der deutschen Besetzung Polens 1939 bis 1945 war er Mitglied des Związek Walki Zbrojnej (Verband für den Bewaffneten Kampf) und dessen Nachfolgerin Armia Krajowa (Heimatarmee). Klukowski war Zeuge der Judenverfolgung und der Massenmorde durch die Deutschen in Szczebrzeszyn und auch der Aktion Zamość, mit der die polnische Bevölkerung aus der Region vertrieben werden sollte.
Nach Ende des Zweiten Weltkriegs wurde Klukowski als Angehöriger der bürgerlichen Intelligenz von den polnischen Kommunisten verfolgt und inhaftiert. Er verfasste eine Vielzahl von Schriften über die Zeit der deutschen Besatzung und gab aus seinen Tagebüchern die autobiografischen Schriften Dziennik z lat okupacji Zamojszczyzny 1939–1944 (Tagebuch aus den Jahren der Okkupation) und Dziennik 1944–1955 über die Jahre der sowjetischen Besetzung Ostpolens heraus, die bei ihrem Erscheinen von der Zensur der polnischen Kommunisten „gesäubert“ wurden.
Klukowski erhielt den Orden Wawrzyn Akademicki und war Träger des Goldenen Verdienstkreuzes der Republik Polen, 1958 erhielt er den Orden Polonia Restituta (Ritter).

## Schriften (Auswahl)
- Organizacja pomocy lekarskiej dla włościan w Ordynacji Nieświeskiej książąt Radziwiłłów w pierwszej połowie XIX wieku. Posen, 1925
- Lekarze jako dowódcy oddziałów powstańczych w 1863 roku. Warschau, 1926
- Lekarze w powstaniu 1863 r. polegli w boju, zamordowani i straceni z wyroków sądu. Vortrag am 15. Juli 1925 in Warschau beim II Zjazd Historyków Medycyny. Posen, 1926
- Opis dżumy w Lublinie w roku 1625. Posen, 1926
- Dawne Szkoły im. Zamoyskich w Szczebrzeszynie 1811–1852. Zamość 1927
- Instrukcja dla lekarzy polowych w powstaniu 1863 roku. Warschau, 1937
- Dzieje Fundacji Szkolnej im. Zamoyskich w Zamościu i Szczebrzeszynie. In: „Teka Zamojska“, 1938 nr 3.
- Podwiński (Pseudonym): Pieśni oddziałów partyzanckich Zamojszczyzny. 1944
- Terror niemiecki w Zamojszczyźnie 1939–1944. Zamość, 1945
- Wysiedlenie Szczebrzeszyna i utworzenie gminy niemieckiej. Zamość, 1945
- Niemcy i Zamojszczyzna 1939–1944. Zamość, 1946
- Zamojszczyzna w walce z Niemcami 1939–1944. Zamość, 1946
- Dywersja w Zamojszczyźnie 1939–1944. Zamość, 1947
- The evictions of Poles by the Germans from the Zamosc area. German Crimes in Poland. Warschau 1947.
- Dziennik z lat okupacji Zamojszczyzny 1939–1944. Lublin, 1958
  - Tagebuch aus den Jahren der Okkupation : 1939–1944. Herausgeber Christine Glauning, Ewelina Wanke. Einleitung Ingrid Loose. Übersetzung  Karsten Wanke. Berlin : Metropol, 2017
- Dziennik 1944–1955, Lublin 1990 (postum)
- A. Glińska i J. Jóźwiakowski: Walki oddziałów ZWZ – AK i BCH Inspektoratu Zamojskiego w latach wojny 1939–1944. Lublin, 1990
- Zamojszczyzna, Band I. 1918–1943, Band II. 1944–1953. Warschau : Wydawnictwo Karta, 2007 (postum)